# جورج إف. بوند
جورج إف. بوند (بالإنجليزية: George F. Bond)‏ هو ضابط أمريكي، ولد في 14 نوفمبر 1915 في ويلوبي في الولايات المتحدة، وتوفي في 3 يناير 1983 في Bat Cave, North Carolina ‏ في الولايات المتحدة.